# Brewer (Maine)
Brewer ist eine City im Penobscot County im US-Bundesstaat Maine. Brewer hatte bei der US-Volkszählung 2020 eine Einwohnerzahl von 9672 in 4511 Haushalten auf einer Fläche von 40,61 km².

## Geografie
Nach dem United States Census Bureau hat Brewer eine Gesamtfläche von 40,61 km², von denen 39,45 km² Land und 1,17 km² Wasser sind.

### Geografische Lage
Brewer liegt am südlichen Ufer des Penobscot River im Süden des Penobscot County. Eine 400 m lange Brücke verbindet es mit Bangor. Die Oberfläche ist eben, ohne nennenswerte Erhebungen.

### Nachbargemeinden
Alle Entfernungen sind als Luftlinien zwischen den offiziellen Koordinaten der Orte aus der Volkszählung 2010 angegeben.
- Norden: Bangor, 6,9 km
- Nordosten: Veazie, 7,2 km
- Osten: Eddington, 10,1 km
- Südosten: Holden, 5,3 km
- Südwesten: Orrington, 9,1 km
- Westen: Hampden, 13,0 km

### Stadtgliederung
Die City Brewer gliedert sich in mehrere Siedlungsbereiche: Brewer, Brewer Village, North Brewer und South Brewer.

### Klima
Die mittlere Durchschnittstemperatur in Brewer liegt zwischen −7,8 °C (18 °Fahrenheit) im Januar und 21,1 °C (70° Fahrenheit) im Juli. Damit ist der Ort gegenüber dem langjährigen Mittel der USA um etwa 9 Grad kühler. Die Schneefälle zwischen Oktober und Mai liegen mit bis zu zweieinhalb Metern mehr als doppelt so hoch wie die mittlere Schneehöhe in den USA; die tägliche Sonnenscheindauer liegt am unteren Rand des Wertespektrums der USA.

## Geschichte
Das Gebiet von Brewer gehörte zunächst zum Gebiet der Town Orrington und wurde 1812 als Town organisiert. 1889 erfolgte die Organisation als City. Namensgeber von Brewer ist Colonel John Brewer, der sich im Jahr 1770 als erster Siedler in dem Gebiet niederließ, welches heute Brewer Village ist. Das erste Postamt wurde im Jahr 1780 eröffnet. Colonel Brewer war der erste Post-Master.
An Eddington wurde Gebiet in den Jahren 1856 und 1855 abgegeben und an Holden im Jahr 1852.

### Einwohnerentwicklung
| Volkszählungsergebnisse – City of Brewer, Maine | Volkszählungsergebnisse – City of Brewer, Maine | Volkszählungsergebnisse – City of Brewer, Maine | Volkszählungsergebnisse – City of Brewer, Maine | Volkszählungsergebnisse – City of Brewer, Maine | Volkszählungsergebnisse – City of Brewer, Maine | Volkszählungsergebnisse – City of Brewer, Maine | Volkszählungsergebnisse – City of Brewer, Maine | Volkszählungsergebnisse – City of Brewer, Maine | Volkszählungsergebnisse – City of Brewer, Maine | Volkszählungsergebnisse – City of Brewer, Maine |
| Jahr                                            | 1800                                            | 1810                                            | 1820                                            | 1830                                            | 1840                                            | 1850                                            | 1860                                            | 1870                                            | 1880                                            | 1890                                            |
| ----------------------------------------------- | ----------------------------------------------- | ----------------------------------------------- | ----------------------------------------------- | ----------------------------------------------- | ----------------------------------------------- | ----------------------------------------------- | ----------------------------------------------- | ----------------------------------------------- | ----------------------------------------------- | ----------------------------------------------- |
| Einwohner                                       |                                                 |                                                 | 744                                             | 1078                                            | 1736                                            | 2628                                            | 2835                                            | 3214                                            | 3170                                            | 4193                                            |
| Jahr                                            | 1900                                            | 1910                                            | 1920                                            | 1930                                            | 1940                                            | 1950                                            | 1960                                            | 1970                                            | 1980                                            | 1990                                            |
| Einwohner                                       | 4835                                            | 5667                                            | 6064                                            | 6329                                            | 6510                                            | 6862                                            | 9009                                            | 9300                                            | 9017                                            | 9021                                            |
| Jahr                                            | 2000                                            | 2010                                            | 2020                                            | 2030                                            | 2040                                            | 2050                                            | 2060                                            | 2070                                            | 2080                                            | 2090                                            |
| Einwohner                                       | 8987                                            | 9482                                            | 9672                                            |                                                 |                                                 |                                                 |                                                 |                                                 |                                                 |                                                 |

## Kultur und Sehenswürdigkeiten

### Bauwerke
In Bangor wurden einige Bauwerke und eine archäologische Stätte unter Denkmalschutz gestellt und ins National Register of Historic Places aufgenommen.
- Brewer High School, 2014 unter der Register-Nr. 14000838.[9]
- Daniel Sargent House, 1982 unter der Register-Nr. 82000425.[10]
- Penobscot Expedition Site, 1973 unter der Register-Nr. 73000140.[11]

## Wirtschaft und Infrastruktur

### Verkehr
Die Interstate 395 verläuft aus Bangor kommend nach Brewer und mündet auf dem  U.S. Highway 1A durch Bangor. Parallel zum Penobscot River verlaufen die Maine State Route 15 und die Maine Staate Route 178.

### Öffentliche Einrichtungen
In Brewer befinden sich mehrere medizinische Einrichtungen. Weitere Einrichtungen und auch Krankenhäuser sind im benachbarten Bangor vorhanden. Diese stehen auch den Bewohnern von Brewer zur Verfügung.
Die Brewer Public Library befindet sich in der South Main Street in Brewer.

## Bildung
Für die Schulbildung ist das Brewer School Department zuständig. In Brewer gibt es folgende Schulen:
- Brewer Community School mit Schulklassen von Pre-Kindergarten bis 8. Schuljahr
- Brewer High School, High School mit Schulklassen vom 9. bis 12. Schuljahr

## Persönlichkeiten

### Söhne und Töchter der Stadt
- Joshua Lawrence Chamberlain (1828–1914), General und Politiker, Gouverneur von Maine
- Fannie Hardy Eckstorm (1865–1946), Schriftstellerin, Ornithologin und Volkskundlerin
- Roscoe G. Dickinson (1894–1945), Chemiker
- Roland M. Gleszer (1915–2000), Generalmajor der United States Army